# Замок Ріксон
Замок Ріксон (англ. Castle Wrixon, Castle Balliniliny, Castle Ballinrahy) — замок Баллініліні, замок Баллінрагі — один із замків Ірландії, розташований в графстві Корк, баронство Оррері, парафія Імпрік, в 5 милях на північ від селища Буттвант. Зберігся старий замок (частково) і новий замок Ріксон. Замок у ХХ столітті використовувався як молочний завод. Замок досить непогано зберігся: збереглися деякі башти, сходи, кімнати. Збереглася кімната, де колись була ув'язнена леді Рош. У 1881 році замок записали як замок Версісон і оцінили в 189 фунтів стерлінгів.

## Історія замку Ріксон
Містер Роберт Лайзет писав, що стародавня ірландська назва замку Кріш-ла-нован (ірл. Crish-la-nowan) — «Хрест біля річки». У документах часів королеви Англії Єлизавети І згадується про помилування Роша ФійДжеймса Баллінліні 29 травня 1601 року. В 1611 році замок належав лорду Девіду Рош — віконту Фермой. Потім замок і земля належали родині Ріксон. Полковник Ріксон продав замок містеру Крофтсу. У 1814 році Джон Ріксон переїхав до міста Шарлевіль. У 1823 році газети писали про селянське заворушення біля замку Ріксон — обурені селяни в числі 200 чоловіків оточили замок Ріксон, а потім рушили до Девіда Лінча в Кахірі. Був піднятий поліцейський загін для придушення заворушення.
Той же містер Роберт Лайзет писав в 1911 році, що в Ріксонів замок купив у 1822 році шериф Крофтс — Джордж Крофтс, що помер неодруженим в 1826 році.
У замку потім жив Крістофер Крофтс, що потім переїхав до Велветстауна.
У 1874 році леді МакДермот купила замок та землі. У 1909 році замок та землі купили містер Лайзет з сином і влаштували тут ферму. Орендарями землі в той час були селяни з кланів Флахерті, МакДермот, Магоні.
У 1940 році в замку жила родина МакДермот.